# Robert od Clermonta
Robert Francuski (francuski Robert de France; 1256. – 7. veljače 1317.; pokopan u Parizu), poznat i kao Robert Clermontski (francuski Robert de Clermont), bio je princ Francuske te grof Clermont-en-Beauvaisisa, kao i lord (seigneur) Bourbona, Charolaisa, Saint-Justa i Creila. Bio je sin kralja Francuske Luja IX. Svetog i njegove supruge, kraljice Margarete Provansalske; brat kralja Filipa III. Smjelog i stric kralja Filipa IV. Lijepog. Robertov je slavni potomak bio kralj Henrik IV. Veliki.
Kralj Luj Sveti dao je Clermont Robertu 1269. god. Godine 1270. Robert je zaručen za Mariju od Limogesa. Par se nikad nije vjenčao te je Robert 1272. oženio gospu Beatricu Burbonsku. Par je imao šestero djece.
Nažalost, princ Robert je ozlijeđen 1279. godine tijekom viteškog turnira u Parizu, što je ostavilo traga na njegovim intelektualnim sposobnostima.

## Djeca
- Luj I. Burbonski
- Blanka (1281. — 1304.)
- Ivan (1283. — 1322.)
- Marija (? — 17. ožujka 1372.)
- Petar (1287. — ?)
- Margareta (1289. — 1309.)

| Robert od Clermonta Dinastija BourbonRođ. 1256. Umr. 7. veljače 1317. |                                             |                             |
| UpražnjenoPosljednji nositelj tituleIvana od Clermonta                | Grof od Clermont-en-Beauvaisisa 1268.–1317. | nasljednik Luj I. Burbonski |